# Consistório Ordinário Público de 2016
O Consistório Ordinário Público de 2016 ocorreu na Cidade do Vaticano em 19 de Novembro de 2016 sob a presidência do Papa Francisco. Neste Consistório foram criados 17 novos Cardeais, 13 Eleitores e 4 Eméritos. O anúncio público dos prelados a serem criados Cardeais foi feito pelo Papa Francisco a 9 de Outubro de 2016.

## Enquadramento
O Consistório Ordinário Público de 2016 foi o terceiro do Pontificado do Papa Francisco. O Papa irá criar 17 novos Cardeais, dos quais 13 Cardeais Eleitores e 4 Cardeais Eméritos (não eleitores, com mais de 80 anos). De entre os novos Cardeais 15 serão Cardeais-Presbíteros e 2 serão Cardeais-Diáconos.
Dos novos Cardeais 13 são Arcebispos, 3 são Bispos e um é Presbítero.
Neste Consistório estão 14 Nações representadas, com três novos Cardeais dos Estados Unidos (todos eleitores), dois de Itália (um eleitor e um emérito) e um, respectivamente, da República Centro-Africana, Espanha, Brasil, Bangladesh, Venezuela, Bélgica, Ilhas Maurícias, México e Papua-Nova Guiné (eleitores) e Malásia, Lesoto e Albânia (eméritos). 
Países como  República Centro-Africana,Bangladesh ,Papua-Nova Guiné,  Malásia e Lesoto nunca tiveram participação no colégio cardinalício antes.

## Cardeais
Os Cardeais criados foram os seguintes:
| Nº                                | País                      | Nome                             | Idade              | Cargo                                                     | Título ou Diaconia                                                                        |
| Cardeais Eleitores                | Cardeais Eleitores        | Cardeais Eleitores               | Cardeais Eleitores | Cardeais Eleitores                                        | Cardeais Eleitores                                                                        |
| --------------------------------- | ------------------------- | -------------------------------- | ------------------ | --------------------------------------------------------- | ----------------------------------------------------------------------------------------- |
| 1                                 | Itália                    | Mario Zenari                     | 70                 | Nuncio Apostólico na Siria                                | Cardeal-diácono de Nossa Senhora das Graças na Fornaci fuori Porta Cavalleggeri           |
| 2                                 | República Centro-Africana | Dieudonné Nzapalainga, C.S.Sp.   | 49                 | Arcebispo de Bangui                                       | Cardeal-presbítero de Santo André do Vale                                                 |
| 3                                 | Espanha                   | Carlos Osoro Sierra              | 71                 | Arcebispo de Madrid                                       | Cardeal-presbítero de Santa Maria além do Tibre                                           |
| 4                                 | Brasil                    | Sérgio da Rocha                  | 57                 | Arcebispo de Brasília                                     | Cardeal-presbítero de Santa Cruz na Via Flaminia                                          |
| 5                                 | Estados Unidos            | Blase Joseph Cupich              | 67                 | Arcebispo de Chicago                                      | Cardeal-presbítero de São Bartolomeu na Ilha Tiberina                                     |
| 6                                 | Bangladesh                | Patrick D’Rozario, C.S.C.        | 73                 | Arcebispo de Dhaka                                        | Cardeal-presbítero de Nossa Senhora do Santíssimo Sacramento e Santos Mártires Canadenses |
| 7                                 | Venezuela                 | Baltazar Henrique Porras Cardozo | 72                 | Arcebispo de Mérida                                       | Cardeal-presbítero de Santos João Evangelista e Petrônio                                  |
| 8                                 | Bélgica                   | Jozef De Kesel                   | 69                 | Arcebispo de Bruxelas                                     | Cardeal-presbítero de São João e São Paulo                                                |
| 9                                 | Maurícia                  | Maurice Evenor Piat, C.S.Sp.     | 75                 | Bispo de Port-Louis                                       | Cardeal-presbítero de Santa Teresa no Corso d’Italia                                      |
| 10                                | Estados Unidos            | Kevin Joseph Farrell             | 69                 | Prefeito do Dicastério para os Leigos, a Família e a Vida | Cardeal-diácono de São Juliano Mártir                                                     |
| 11                                | México                    | Carlos Aguiar Retes              | 66                 | Arcebispo de Tlalnepantla                                 | Cardeal-presbítero de Santos Fabiano e Venâncio na Villa Fiorelli                         |
| 12                                | Papua-Nova Guiné          | John Ribat, M.S.C.               | 59                 | Arcebispo de Port Moresby                                 | Cardeal-presbítero de São João Batista de Rossi                                           |
| 13                                | Estados Unidos            | Joseph William Tobin, C.Ss.R.    | 64                 | Arcebispo de Indianápolis. Eleito Arcebispo de Newark     | Cardeal-presbítero de Nossa Senhora da Graça na Via Trionfale                             |
| Cardeais Eméritos (não eleitores) |                           |                                  |                    |                                                           |                                                                                           |
| 14                                | Malásia                   | Anthony Soter Fernandez †        | 84                 | Arcebispo Emérito de Kuala Lumpur                         | Cardeal-presbítero de Santo Alberto Magno                                                 |
| 15                                | Itália                    | Renato Corti †                   | 80                 | Bispo Emérito de Novara                                   | Cardeal-presbítero de São João na Porta Latina                                            |
| 16                                | Lesoto                    | Sebastian Koto Khoarai, O.M.I. † | 87                 | Bispo Emérito de Mohale’s Hoek                            | Cardeal-presbítero de San Leonardo da Porto Maurizio ad Acilia                            |
| 17                                | Albânia                   | Ernest Simoni                    | 88                 | Padre de Shkodrë-Pult                                     | Cardeal-diácono de Santa Maria da Scala                                                   |